# Cargo Dragon C211
Le Cargo Dragon C211 est le troisième cargo nouvelle génération type Cargo Dragon de SpaceX.

## Vols
| Mission | Patch | Date de lancement (UTC)      | Durée    | Date d'atterrissage (UTC)    | Résultat | Note  |
| ------- | ----- | ---------------------------- | -------- | ---------------------------- | -------- | ----- |
| CRS-26  |       | 26 novembre 2022 à 19h20 UTC | 45 jours | 11 janvier 2023 à 10h19 UTC  | Succès   | [ 3 ] |
| CRS-29  |       | 10 novembre 2023 à 01h28 UTC | 42 jours | 22 décembre 2023 à 17h33 UTC | Succès   | [ 4 ] |